# Mingguang
Mingguang (chiń. 明光; pinyin Míngguāng) – miasto na prawach powiatu we wschodnich Chinach, w prowincji Anhui, w prefekturze miejskiej Chuzhou. W 2000 roku liczba mieszkańców miasta wynosiła 569 585.